# Bodø
Pour les articles homonymes, voir Bodo (homonymie).
Bodø est une ville norvégienne située dans le comté de Nordland, dont elle constitue le centre administratif. Elle comptait 52 241 habitants en 2019 pour une superficie de 921 km2 .

## Histoire

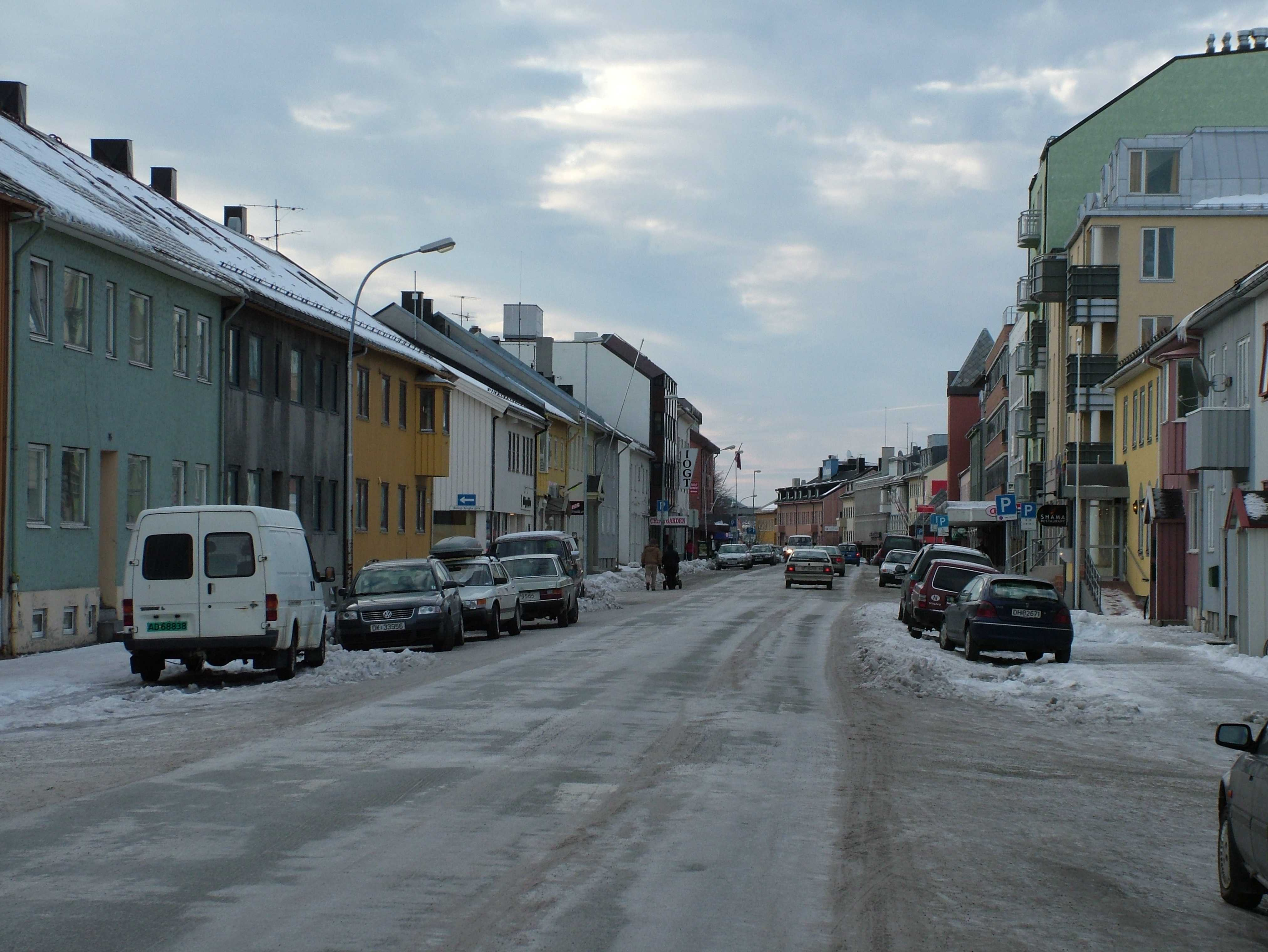
Bodø en février.

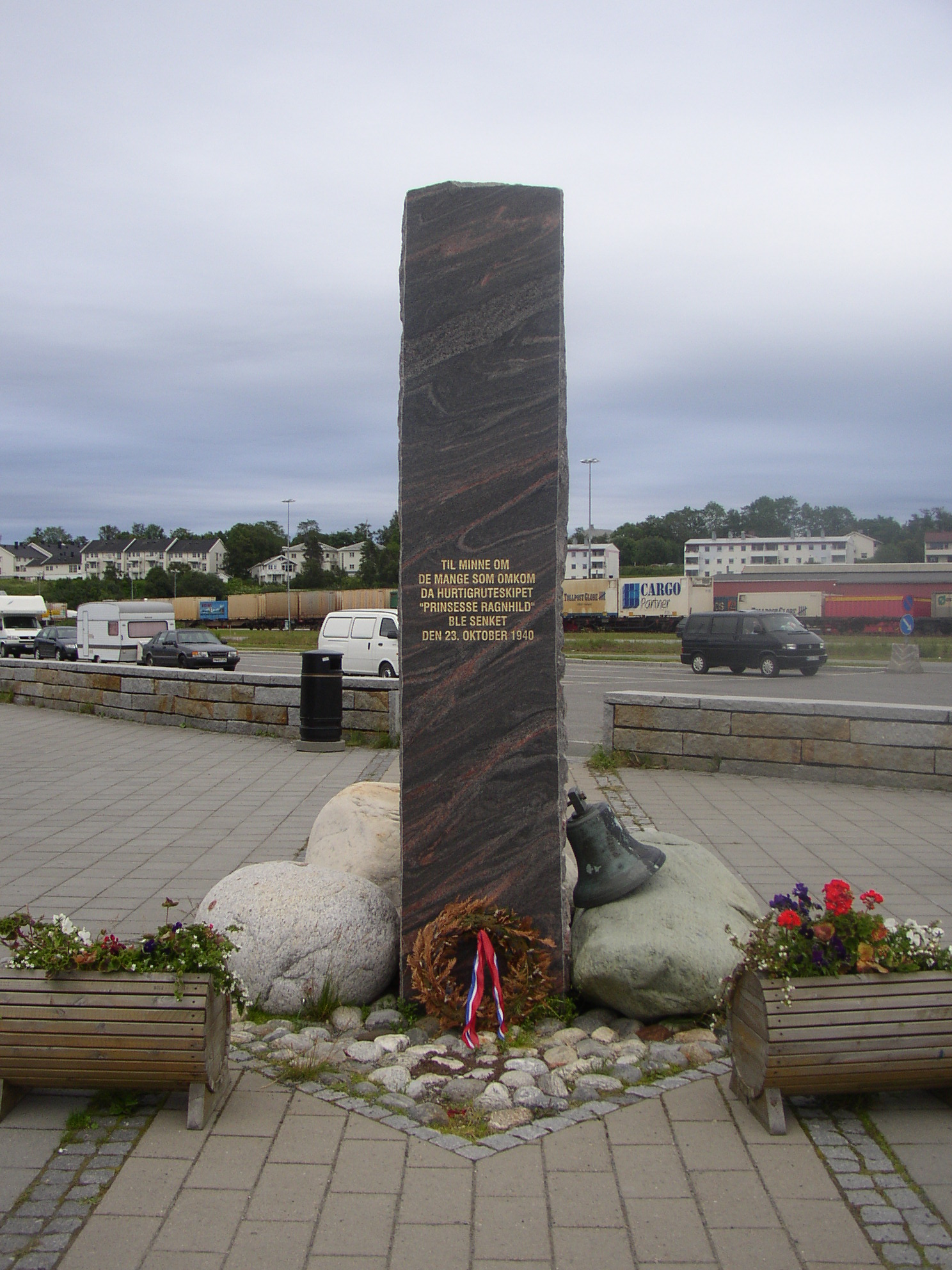
Monument commémorant le naufrage du Prinsesse Ragnhild le 23 octobre 1940.

Bodø a reçu le statut de ville en 1816 et elle est maintenant le centre administratif du comté de Nordland. Une grande partie de Bodø a été détruite lors d'une attaque le 27 mai 1940. En 1940, 6 000 personnes vivaient à Bodø et 3 500 perdirent leurs maisons. Heureusement, seulement 15 personnes périrent pendant le bombardement (2 soldats britanniques et 13 Norvégiens). La ville a été reconstruite après la guerre, les travaux s'achevant en 1952. Les Suédois aidèrent à construire la partie ouest de Bodø, c'est pourquoi elle est appelée « Svenskebyen » : la ville suédoise. La cathédrale, terminée un peu plus tard (1956), est dotée d'un campanile original.
Bodø est un centre militaire pour la Norvège du nord et a attiré l'attention de la presse internationale quand un avion américain U-2 a été abattu au-dessus de l'Union soviétique lors d'un vol partant du Pakistan et qui était à destination de Bodø, en 1960.

## Géographie
La ville se situe un peu au Nord du cercle polaire, à l'entrée du Saltfjord, et le soleil de minuit est visible du 2 juin au 10 juillet.
Bodø est le terminus du réseau ferroviaire norvégien en direction du Nord, le Nordlandsbanen, à l'exception de la ligne entre Narvik et Kiruna en Suède. La gare ferroviaire a été ouverte en 1961.
L'aéroport de Bodø (code AITA : BOO) se situe à 2 km du centre-ville et a été ouvert en 1952. On y trouve un musée de l'aviation (Norsk Luftfartsmuseum) retraçant l'histoire de l'aviation en Norvège.
Des ferries font la navette entre Bodø et les îles Lofoten ; Bodø est par ailleurs une des étapes de l'Hurtigruten ("l'express côtier").

## Culture
La vie culturelle de Bodø comprend tout, des festivals de musique à la vie nocturne et aux pubs, en passant par les caractéristiques plus classiques telles que l'opéra et l'orchestre symphonique du nord de la Norvège.

### Stormen, le quartier culturel de Bodø
Stormen est le quartier culturel de Bodø, composé de la salle de concert Stormen et de la bibliothèque Stormen. Le quartier culturel a été ouvert le 16 novembre 2014 et est situé près du port au centre de Bodø. Les deux parties du quartier culturel sont logées dans des bâtiments séparés, avec Hålogalandsgata entre les deux.

#### La salle de concert Stormen
Le théâtre et la salle de concert Stormen ont ouvert leurs portes le 15 novembre 2014. La salle de concert se compose de trois scènes, une grande et une petite salle de 944 et 250 places, ainsi que Sinus, d'une capacité de 460 personnes. La salle de concert est utilisée pour tout, de l'opéra, du théâtre aux concerts réguliers et autres spectacles.

#### La bibliothèque Stormen
La bibliothèque Stormen est situé dans le quartier à côté de la salle de concert. Il a un style architectural similaire, mais le bâtiment est plus bas que la salle de concert. Le bâtiment se compose de trois étages, avec une section jeunesse au deuxième étage, et une section enfants au troisième. En plus, il y a un café au premier étage, où vous pouvez aussi parfois trouver des expositions d'art. La bibliothèque contient également une salle de littérature avec une scène, qui peut être convertie en salle de présentation.

### Bodø 2024
Bodø a été désignée comme Capitale européenne de la culture pour 2024, avec Tartu et Salzkammergut. À cette occasion de nombreux évènements culturels sont organisés, des concerts, des spectacles et des expositions. En 2024 se dérouleront 600 manifestations dans le Nordland.

## Architecture

### Architecture au centre de Bodø
Une grande partie des bâtiments de Bodø Sentrum, Østbyen et Vestbyen sont des bâtiments des années 40, 50 et 60, puisque toute la ville de Bodø a dû être reconstruite après les bombardements de la Seconde Guerre mondiale.
Dans le centre-ville, il y a un mélange de maisons en bois, de maisons en briques et d'immeubles de dix étages. Dans les quartiers Est, les rues sont constituées de maisons, de trois à cinq étages, avec de petits commerces, et d'habitations au-dessus. De plus grandes chaînes de magasins peuvent être trouvées dans la région, et la rue piétonne apporte avec elle des pavillons et des bancs. À l'ouest de la place se trouvent la Glasshuset et des centres commerciaux tels que Koch et Glasshuspassagen.

## Militaire
La ville abrite des institutions aéronautiques nationales importantes, comme l'Aviation Civile norvégienne (Luftfartstilsynet), qui est l'autorité de surveillance de l'aviation civile en Norvège. Bodø hovedflystasjon est la plus grande base aérienne militaire de Norvège.
La base de la Force aérienne norvégienne à Bodø était, jusqu'en 2022, la base d'accueil de la mission de l'OTAN, Quick Reaction Alert (QRA). Cette mission est désormais assurée par les avions F-35 de la base aérienne d'Evenes.
La base de défense aérienne accueille des unités militaires du service d'hélicoptères de secours (RHT), de la cyberdéfense (cyberforsvaret), de l'organisme de construction de la défense et de l'organisation logistique des forces (forsvarets logistikkorganisasjon) armées avec le département d'approvisionnement de Nordland.

## Personnalités
- Harald Berg
- Oscar Bodegård
- Endre Lund Eriksen
- Cathrine Holst (1974-), sociologue née à Bodø.
- Oddleif Olavsen, maire de 1995 à 1999.
- Halvdan Sivertsen
- Vebjørn Tandberg
- Geir Lundestad
- Anders Konradsen
- Maria Bodøgaard
- Eilert Adelsteen Normann
- Morten Abel
- Runar Berg
- Ørjan Berg
- Jens-Petter Hauge
- Isak Øvrevold
  - Isak Øvrevold a participé à The Voice norvégien en 2023. https://www.youtube.com/watch?v=pl-cuFrNZJ4

### Liens externes

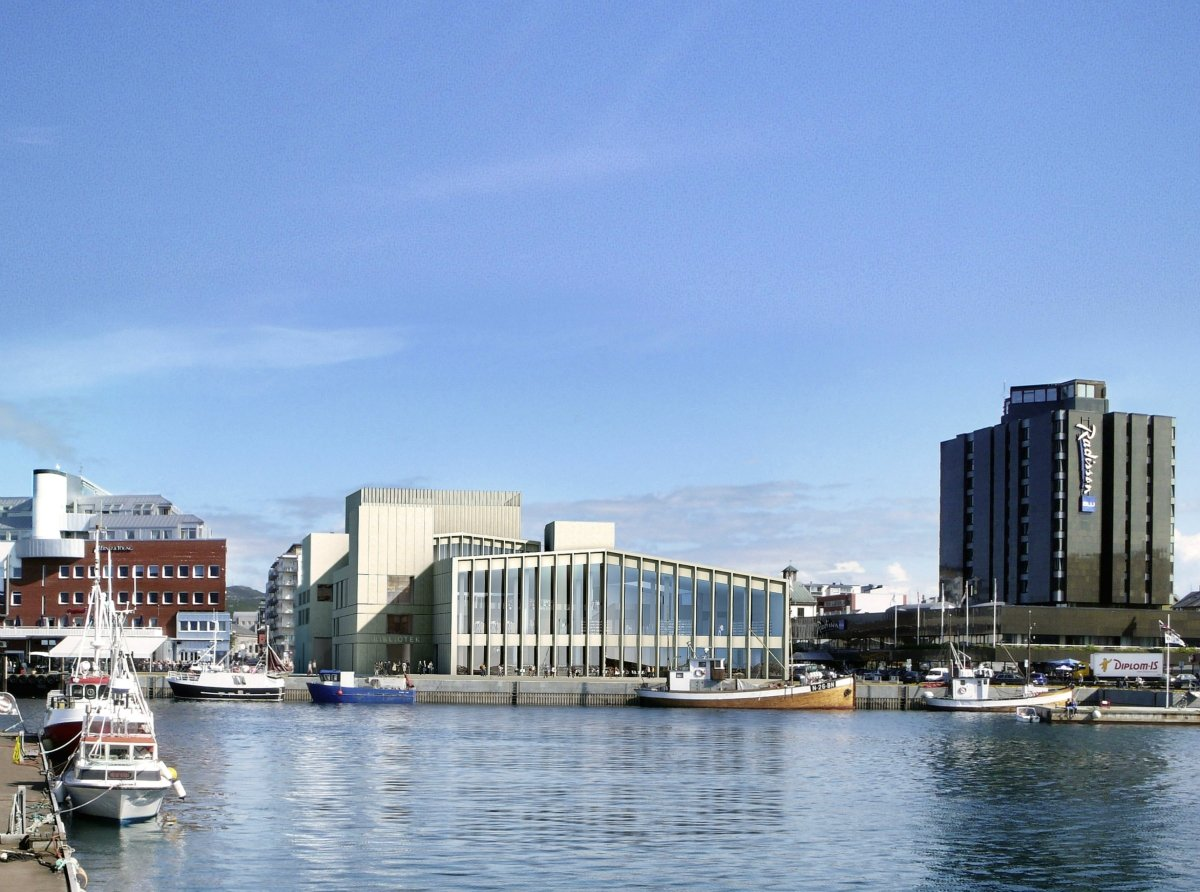
La bibliothèque Stormen

## Îles appartenant à la commune
- Archipel de Bliksvær
- Archipel de Givær
- Archipel d'Helligvær
- Knaplundsøya
- Landegode
- Ljønesøya
- Storøya (Lac Vatnvatnet)
- Straumøya

## Jumelages
| Ville | Ville     | Pays | Pays     |
| ----- | --------- | ---- | -------- |
|       | Jönköping |      | Suède    |
|       | Kuopio    |      | Finlande |
|       | Vyborg    |      | Russie   |